# František Jan Pokorný
František Xaver Jan Pokorný (německy Franz Xaver Johann Pokorny, 22. prosince 1797, Lstiboř u Klučova - 5. srpna 1850, Vídeň-Meidling) byl česko-rakouský divadelní režisér.

## Život
František Pokorný se narodil ve Lstiboři na Kolínsku jako syn učitele a zpočátku pracoval ve škole jako asistent.
V roce 1819 odjel do Vídně, kde se stal klarinetistou v Josefstadtském divadle a v roce 1822 v Městském divadle v Prešpurku, kde se o pět let později stal ředitelem orchestru.
V roce 1835 převzal Pokorný vedení zadluženého Městského divadla a znovu ho pozvedl na úspěšnou scénu. V roce 1836 si pronajal také městské divadlo v Badenu u Vídně a v roce 1837 divadlo v Josefstadtu, které v roce 1840 odkoupil.
V roce 1841 získal do správy také Petőfiho divadlo v Šoproni a nakonec v roce 1845 také vídeňské Divadlo na Vídeňce (Theater an der Wien). Mezi kapelníky divadla patří v době Pokorného vedení osobnosti jako Franz von Suppè nebo Albert Lortzing. Dlouhodobě však nedokázal udržet složitý, nákladný herní provoz.
František Xaver Jan Pokorný zemřel v Meidlingu dne 5. srpna 1850.
Také jeho syn Alois Pokorný (1825–1883) působil jako divadelní ředitel a režisér. Pokračoval v otcově práci a vedl divadlo Na Vídeňce do roku 1862, kdy jeho vedení přenechal Friedrichu Strampferovi, zůstal však jeho majitelem až do roku 1873.